# Бакшеево (Старицкий район)
Бакшеево — деревня в Старицком районе Тверской области. Входит в состав Архангельского сельского поселения.

## География
Находится в южной части Тверской области на расстоянии приблизительно 10 км на восток-юго-восток от районного центра города Старица.

## История
Деревня была отмечена ещё на карте Менде, которая отражала местность в 1848—1849 годах. В 1859 году здесь (тогда деревня Старицкого уезда) был учтён 31 двор.

## Население
Численность населения: 246 человек в 1859 году, 13 (русские 100 %) в 2002 году, 5 в 2010 году.